# انجمن زیست‌شناسی یکپارچه و مقایسه‌ای
انجمن زیست‌شناسی یکپارچه و مقایسه‌ای یا انجمن زیست‌شناسی تلفیقی و تطبیقی (به انگلیسی: Society for Integrative and Comparative Biology) برای ادغام بسیاری از زمینه‌های تخصصی که در حوزه گستردهٔ زیست‌شناسی رخ می‌دهد، سازماندهی شده است.
این انجمن در سال ۱۹۰۲ به عنوان انجمن جانورشناسان آمریکا، از طریق ادغام دو انجمن، «طبیعت‌شناسان مرکزی» و «انجمن ریخت‌شناسی آمریکا» (بنیان‌گذاری در سال ۱۸۹۰) تشکیل شد. انجمن بوم‌شناسی آمریکا در سال ۱۹۱۵ از آن جدا شد و جامعه دیگری از ژنتیک‌دانان نیز در سال ۱۹۳۰ از آن جدا شد. در سال ۱۹۹۶ این نام به انجمن زیست‌شناسی یکپارچه و مقایسه‌ای تغییر یافت.